# Tengers
Pour plus de détails, voir Fiche technique et Distribution.
Tengers est un film réalisé en 2007.

## Synopsis
Bienvenu dans le monde de Rob, un chômeur d’une vingtaine d’années. Censé être en train d’écrire le roman sud-africain du siècle, il passe d’une aventure à une autre. Un pistolet et un passe-montagne, un ticket de loterie gagnant, des amis et un ennemi qui le poursuit, sont les ingrédients de cette histoire. Cette aventure permettra à Rob de découvrir un sens à sa vie.

## Fiche technique
- Réalisation : Michael J. Rix
- Production : Michael J. Rix
- Scénario : Michael J. Rix
- Animation : Michael J. Rix
- Montage : Michael J. Rix
- Interprètes : Michael J. Rix, Jo Day, Rob Vega, Anton Schmidt, Phillip Mathebula
- Durée : 68 min